# Kenji Nojima
Kenji Nojima, född 16 mars 1976 i Tokyo, är en japansk skådespelare.
Nojima har bland annat medverkat i TV-serien The Grimm Variations. Han har även medverkat  filmen Sailor Moon Eternal.

## Filmografi (i urval)
- 2021 – Sailor Moon Eternal
- 2024 – The Grimm Variations (TV-serie)